# ジョン・マクフォール (アルクリィースのマクフォール男爵)
アルクルーイスのマクフォール男爵ジョン・フランシス・マクフォール（John McFall, Baron McFall of Alcluith,PC、1944年10月4日 - ）は、スコットランドの政治家、教師、一代貴族。労働党員。2021年5月1日より貴族院議長。

## 来歴
父親は学校の管理人（ケアテイカー）、母親は新聞販売店を経営していた。地元のダンバートンの公園局で働き、その後、工場で働いた。
24歳のとき、ペイズリー・カレッジ・オブ・テクノロジー（現・西スコットランド大学）を卒業し、化学のBScを取得。1977年、オープン大学で教育と哲学のBAを取得。1974年から1987年まで、ダンバートン、カキンティロック、グラスゴーで化学と数学の教師を務め、グラスゴーでは副校長、国会議員になる前には選挙区労働党の書記も務めた。教師をしながら、ストラスクライド大学で3年間の定時制課程を修了し、MBAを取得した。1994年にはストラスクライド大学経営大学院の客員教授となり、現在はグラスゴー大学経営大学院の戦略的諮問委員会の議員を務めている。

### 政治家として
1987年の総選挙で前任のイアン・キャンベル議員が引退した後、スコットランドのダンバートン選挙区で初当選した。ダンバートン選挙区は2005年の総選挙で新たに東ダンバートンシャー選挙区に再編され、この選挙区から当選した。
1995年には私法案「野生哺乳類（保護）法案」を提出して不成功に終わったが、2004年にイングランドとウェールズで犬による哺乳類の狩猟を違法とする2004年狩猟法を制定に導いた。
1998年から99年にかけて、北アイルランド庁の幹事及び下級大臣（教育・訓練・雇用担当、保健・地域社会関係担当、1999年には経済・教育担当）を務めた。
2001年には財務省特別委員会の委員長に就任し、2005年には2期目の再任を果たした。同委員会は、銀行危機に関する調査を行い、ボーナス文化、多くのトップバンカーの銀行業務資格の欠如、金融サービス機構による業界の監督不行き届きなどの調査結果を示した。
マクフォールは2010年1月29日に2010年の総選挙に出馬せず議員を辞職する意向を表明した。
2010年6月17日に連合王国貴族の「カウンティ・オブ・ダンバートンシャーダンバートンにおけるアルクルイスのマクフォール男爵(Baron McFall of Alcluith, of Dumbarton in the County of Dunbartonshire)」として一代貴族に叙された。これに伴って2010年7月6日に貴族院に転じた。
現在、海外開発に関する全政党議会グループ（アプグッド）の副議長を務めている。
2016年7月、2016年9月1日付で貴族院の委員会委員長に就任。在任中は上級副議長と呼ばれていた。
2021年4月、ファウラー卿の後任として貴族院議長に選出される。